# Tasmanska språk

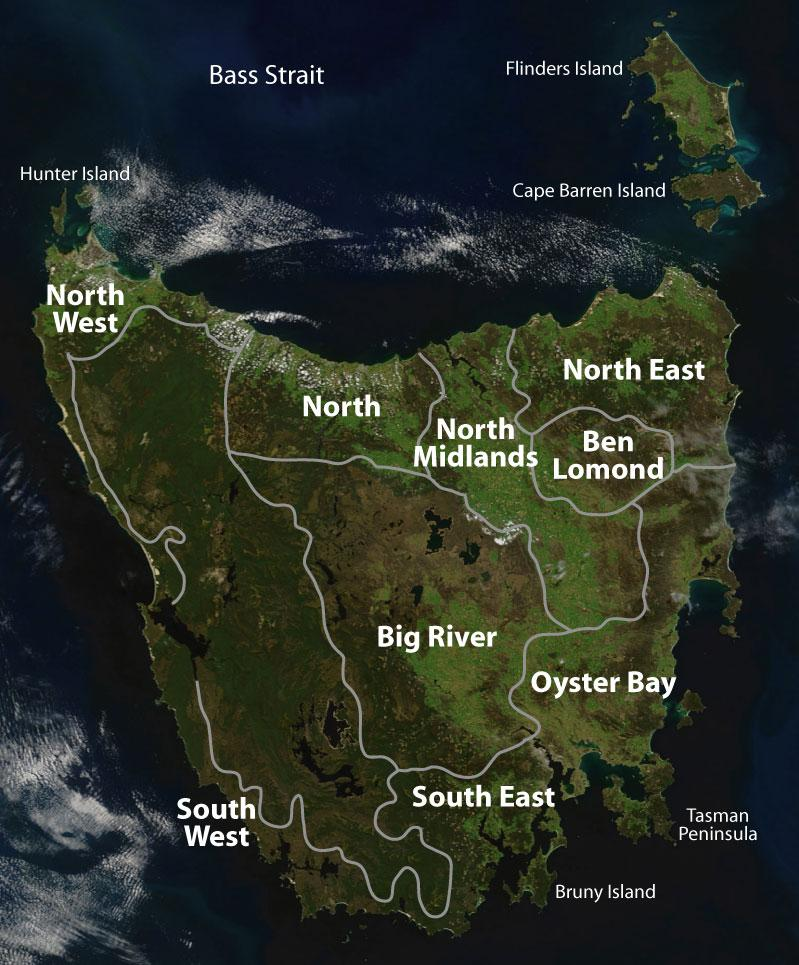
Karta över Tasmaniens stammar under de första europeiska kontakter.

Tasmanska språk var en språkfamilj som fanns på ön Tasmanien. Språken blev utdöda på 1800-talet. Fanny Cochrane Smith räknas oftast som den sista person som talade ett tasmanskt språk som modersmål.
Det har funnits försök att sammanföra tasmanska språk till aboriginspråk. Länken mellan de två har inte verifierats. Tasmanska språken har mest likheter med pama-nyunganska språk på Australiens fastland. Förhållanden mellan de tasmanska språken är också oklara och det har inte bevisat att alla språken på Tasmanien hör till samma språkfamilj..
Antal varianter inom språkfamiljen tycks vara 12 i fem olika grupper.
Tasmanska aboriginer har antagligen talat till början av 1900-talet på de fjärran öarna Flinders och Cape Barren som lingua franca.
År 1992 startade Tasmanian Aboriginal Centre (TAC) ett projekt, som heter Palawa Kani, for att skapa ett artificiellt språk med hjälp av begränsad vokabulär. Projektets syfte är språkrevitalisering och att skydda Tasmaniens aboriginers kulturarv. TAC försökte skydda hela projektet med upphovsrätt men enligt Australiens lagar är detta omöjligt.